# Ejido Zarahemla
Ejido Zarahemla är en ort i Mexiko.   Den ligger i kommunen Ensenada och delstaten Baja California, i den nordvästra delen av landet, 2 100 km nordväst om huvudstaden Mexico City. Ejido Zarahemla ligger 5 meter över havet och antalet invånare är 403.
Terrängen runt Ejido Zarahemla är platt åt sydväst, men åt nordost är den kuperad. Havet är nära Ejido Zarahemla åt sydväst. Runt Ejido Zarahemla är det glesbefolkat, med 8 invånare per kvadratkilometer. Närmaste större samhälle är Vicente Guerrero, 4,2 km norr om Ejido Zarahemla. Omgivningarna runt Ejido Zarahemla är i huvudsak ett öppet busklandskap.